# Notiothauma reedi
Notiothauma reedi — вид комах з ряду скорпіонниць, єдиний сучасний вид з родини Eomeropidae (рід Notiothauma MacLachlan, 1877).

## Опис
Мають сплюснутую форму тіла, нагадуючи тарганів. Ведуть нічний спосіб життя в листі дерев. Личинки невідомі.

## Поширення
Південна Америка (на півдні Чилі, Аргентина).

## Систематика
Цей вид є живим викопним. Інші представники родини є вимерлими († Eomerope Cockerell, 1909 і роди † Tsuchingothauma, † Typhothauma).